# Рыбные Борки
Рыбные Борки — посёлок в Баевском районе Алтайского края России. Входит в состав Нижнечуманского сельсовета.

## География
Посёлок находится в северо-западной части Алтайского края, в лесостепной приобской зоне, к востоку от реки Кулунда, севернее озера Рыбное, на расстоянии примерно 10 километров (по прямой) к юго-западу от посёлка Баево, административного центра района. Средняя температура января −18,7 °C, июля — +19,4 °C. Годовое количество осадков — 330 мм.

## История
Посёлок Рыбные Борки был основан а 1904 году. В 1928 году в посёлке функционировала школа, имелось 110 хозяйств, проживало 516 человек (в основном — русские). В административном отношении Рыбные Борки являлись центром сельсовета Баевского района Каменского округа Сибирского края.

## Население
| 1926 | 1997 | 1998 | 1999 | 2000 | 2001 | 2002 |
| ---- | ---- | ---- | ---- | ---- | ---- | ---- |
| 516  | ↘75  | ↘72  | ↗74  | ↗85  | ↘81  | ↘71  |
| 2003 | 2004 | 2005 | 2006 | 2007 | 2008 | 2009 |
| ↗86  | ↘78  | ↗85  | ↗86  | ↗97  | ↘91  | ↘82  |
| 2010 | 2011 | 2012 | 2013 |      |      |      |
| ↘57  | ↘55  | ↗56  | ↗57  |      |      |      |

Согласно результатам переписи 2002 года, в национальной структуре населения русские составляли 75 %.

## Улицы
Уличная сеть посёлка состоит из 3 улиц.